# Оріо-Канавезе
Оріо-Канавезе (італ. Orio Canavese, п'єм. Òr) — муніципалітет в Італії, у регіоні П'ємонт,  метрополійне місто Турин.
Оріо-Канавезе розташоване на відстані близько 540 км на північний захід від Рима, 33 км на північний схід від Турина.
Населення — 805 осіб (2014).
Щорічний фестиваль відбувається 8 вересня. Покровитель — Natività di Maria Vergine.

## Демографія
Населення за роками:

Станом на 1 січня 2023 року в муніципалітеті офіційно проживав 31 іноземець з 11 країн, серед них 14 громадян країн Євросоюзу та 1 громадянин України.

## Сусідні муніципалітети
- Бароне-Канавезе
- Мерченаско
- Монталенге
- Сан-Джорджо-Канавезе